# Marjol Flore
Marjol Flore, artiestennaam van Marjolaine Madeleine Hermus (Amsterdam, 25 februari 1948) is een theatervrouw, zangeres en filmactrice met een Frans-Italiaans-Nederlandse achtergrond. Actrice en zangeres Françoise Flore was haar moeder, acteur Guus Hermus haar vader. Haar moeder had als achternaam Flore en die nam zij ook over toen zij ging optreden.

## Biografie
Flore heeft een internationale opvoeding genoten. Na haar middelbareschoolopleiding in het buitenland kwam zij in 1965 via Albert Mol en Wim Ibo op de Kleinkunstacademie in Amsterdam. Reeds na een jaar ontdekte Ramses Shaffy haar en werd zij geëngageerd voor zijn Shaffy Chantate.

## Jaren zeventig
In de jaren zeventig werkte zij mee aan het eerste vrouwencabaret van Natascha Emanuels, Vrouwen, vrouwen, vrouwen, speelde zij een rol in de film Turks Fruit van Paul Verhoeven en speelde zij in de musical De laatste dagen van Ischa bij het Rotterdams Toneel (Piccolo Theater) samen met onder anderen Gees Linnebank en Josine van Dalsum. Ze brak in 1973 door met haar eerste soloprogramma Marjol Flore Show, samen met het trio van pianist-arrangeur Nico van der Linden. Met dit programma trad zij op, op uitnodiging van Jim Haynes, in het vermaarde Traverse Theatre te Edinburgh.

## Jaren tachtig
In de jaren tachtig volgden theaterprogramma's zoals Zo ben ik en Humor & Hartstocht, waarmee ze ook bekend werd in Duitsland (Humor & Leidenschaft). Daarna volgden Op Handen en Voeten en een gastrol in de openingsproductie van de nieuwe Rotterdamse Schouwburg de Kist van Quist in de musical Pol (tekst Herman van Veen, muziek Erik van der Wurff) en maakte zij samen met het salonorkest Pluche de lp Pluche + Marjol. Met het orkest geeft ze gastoptredens in Nederland en Duitsland. Al eerder (in 1985) werd zij genomineerd voor de Edison Populair voor de Duitstalige cd Doch Ich Leb.

## Jaren negentig
Hoogtepunten in de jaren negentig waren: een rol in de film Utz van regisseur George Sluizer, haar Nederlandse theatertournee Marjol gaat vreemd en het theaterprogramma Kwetsbaar, waarvan een gelijknamige cd verscheen, die bekroond werd met de Edison Populair 1991.
Met het programma Lieder & Chansons reisde zij door Duitsland, trad zij op in Kiev tijdens het Holland Kiev Cultural Festival (1992) en eindigde deze tournee in het literair Theater 'Branoul' (Den Haag). Van dit programma werd ook de gelijknamige live-cd Lieder en Chansons opgenomen in de Kleine Zaal van het Concertgebouw te Amsterdam, samen met haar toenmalige vaste begeleider Martijn Breebaart en het Gemini Ensemble.
Regelmatig was zij te gast bij de Franse televisie (TV5), onder andere in La Chance aux Chansons, en in diverse andere tv-, radio- en showprogramma's in Nederland, België, Duitsland, Zwitserland en Zweden (met Cornelis Vreeswijk). In Knokke was zij de aanvoerster van de Nederlandse equipe in het allerlaatste "Knokke Star Festival" in het Casino aldaar, waar Nederland als eerste eindigde (met Montezuma's Revenge).
In 1996 engageerde Joop van den Ende haar voor het ensemblestuk Hoera, we zijn normaal, een hommage aan Annie M.G. Schmidt. Daarna vertrok Flore naar Duitsland (Duisburg), waar zij gedurende anderhalf jaar de rol van de waardin (Madame Thénardier) vertolkte in de Duitse versie van Les Misérables.
Terug in Nederland vervulde Flore een gastrol bij de Theatermakerij (Almere) als heks in de familiemusical Robin Hood.
Het theaterprogramma Geloof (Wan) Hoop & Liefde ontstond mede naar aanleiding van de gebeurtenissen rond 11 september 2001. Het programma werd geregisseerd door actrice Josée Ruiter.
In de loop van haar carrière werd Flore regelmatig uitgenodigd te zingen tijdens belangrijke gala's voor zowel nationale als internationale ondernemingen in binnen- en buitenland (opening Van Gogh Museum, Akzo, Shell, Unilever, Philips e.a.).
In 2003 speelde Flore een rol als de Heilige Maria in de film Lebenspornografie van cultregisseur Edwin Brienen.

## Prijzen
- 1975: Zilveren Harp
- 1991: Edison Populair voor de cd Kwetsbaar